# ليوبولدو دي جيرولامو
ليوبولدو دي جيرولامو هو سياسي إيطالي، ولد في 11 أغسطس 1951 في مونتوريو أل فومانو في إيطاليا. نشط حزبياً في الحزب الديمقراطي.

## مناصب
- انتخب president of the Province of Terni ‏.
- انتخب عضو مجلس الشيوخ الإيطالي ‏.
- انتخب عضو مجلس النواب في الجمهورية الإيطالية ‏.
- انتخب mayor of Terni ‏.